# Bitch (Meredith Brooks)
Bitch è il singolo di esordio da solista della cantautrice Meredith Brooks, pubblicato nel 1997 ed estratto dal suo primo album Blurring the Edges. La canzone è stata scritta dalla Brooks e da Shelly Peiken.

## Storia
Inizialmente, alcune stazioni radio preferirono evitare di menzionare il nome della canzone (bitch in questo contesto ha il significato di stronza) riferendosi ad essa semplicemente come "una canzone di Meredith Brooks". Tuttavia, con l'aumentare della popolarità del brano, divenne indispensabile chiamare la canzone con il proprio nome. 
Quando la canzone fu trasmessa per la prima volta, molti ascoltatori pensarono si trattasse di Alanis Morissette, per via della somiglianza vocale e stilistica delle due artiste. Ancora oggi molti ritengono — erroneamente — che Bitch sia cantata dalla Morissette.

## Successo
Il singolo salì rapidamente nella Billboard Hot 100, riuscendo ad arrivare alla posizione numero 2, ed in seguito diventando un successo in tutto il mondo, soprattutto in Europa e Nuova Zelanda. In realtà ad oggi, si è trattato dell'unico successo degno di nota della cantante, al punto che nonostante la sua carriera sia continuata, per molti Meredith Brooks è considerata un classico esempio di One-hit wonder.

## Parodia
Il comico australiano Chris Franklin ha scritto una parodia del brano chiamata "Bloke", in cui viene descritto il classico modello di vita di un uomo medio australiano. La canzone sorprendentemente è riuscita ad arrivare in vetta alla classifica dei singoli più venduti in Australia nel 2000.

## Video musicale
Il video che accompagna il brano vede Meredith Brooks alla chitarra mentre esegue il brano, su un cangiante sfondo floreale. Per tutto il corso della canzone diversi oggetti tipicamente femminili vengono mostrati fluttuare intorno alla cantante.
Il video di "Bitch" è stato girato nell'aprile 1997 dal regista Paul Andresen e prodotto da Nina Dluhy per la Squeak Pictures. La coloratissima fotografia del video invece è stata affidata a Anghel Decca.

## Tracce

### CD-Single
1. Bitch (Edit) - 3:58
2. Bitch (Transistor Mix) - 4:07
3. Bitch (Madgroove Mix) - 3:45
4. Bitch (E-Team Funky Bitch Edit) - 3:05

### CD-Maxi
1. Bitch (Album Version) - 4:13
2. Bitch (Untied) - 3:56
3. Bitch (Transistor Mix) - 4:07
4. Bitch (Tee's In-House Mix) - 6:13
5. Down By The River - 4:15

### 12" Promo
1. Bitch (E-Team Funky Bitch Mix) - 8:18
2. Bitch (E-Team M2000 Crazy Bitch Mix) - 7:00
3. Bitch (Madgroove Mix) - 3:45
4. Bitch (Todd Terry's Inhouse Mix) - 6:12
5. Bitch (Todd Terry's Inhouse Dub) - 5:36
6. Bitch (E-Team Funky Bitch Radio Edit) - 3:05

## Classifiche internazionali
| Anno | Singolo | Classifica                   | Posizione |
| ---- | ------- | ---------------------------- | --------- |
| 1997 | "Bitch" | US Adult Top 40              | 14        |
| 1997 | "Bitch" | US Hot Dance Music/Club Play | 34        |
| 1997 | "Bitch" | US Modern Rock Tracks        | 4         |
| 1997 | "Bitch" | US Billboard Hot 100         | 2         |
| 1997 | "Bitch" | US Top 40 Adult Recurrents   | 10        |
| 1997 | "Bitch" | US Top 40 Mainstream         | 1         |
| 1997 | "Bitch" | UK Top 40 Singles            | 6         |
| 1997 | "Bitch" | Svizzera                     | 10        |
| 1997 | "Bitch" | Austria                      | 5         |
| 1997 | "Bitch" | Svizzera                     | 10        |
| 1997 | "Bitch" | Paesi Bassi                  | 15        |
| 1997 | "Bitch" | Belgio                       | 5         |
| 1997 | "Bitch" | Svezia                       | 12        |
| 1997 | "Bitch" | Finlandia                    | 5         |
| 1997 | "Bitch" | Australia                    | 2         |
| 1997 | "Bitch" | Nuova Zelanda                | 4         |